# Tunelul (roman)
Primul roman al lui Ernesto Sábato, Tunelul (1948), este un roman întunecat, psihologic, respins de toate editurile ("Ce roman poate să scrie un fizician!" exclama neîncrezător un scriitor de renume), dar un prieten îl ajută să publice cartea care are un succes neașteptat. Albert Camus îi trimite o scrisoare călduroasă și recomandă Tunelul editurii Gallimard. Succesul nu-l va transforma pe Sábato în acel gen de scriitor profesionist care publică un roman pe an.
Romanul este despre un pictor porteño bolnav psihic, Juan Pablo Castel, și obsesia lui pentru o femeie cu numele Maria Iribarne pe care pana la sfarsit o ucide. Titlul povestirii se referă la simbolul izolării emoționale și fizice a lui Castel de societate, ceea ce devine din ce în ce mai evident pe măsură ce Castel continuă să povestească din celula sa de închisoare seria de evenimente care i-au permis să ucidă singura persoană capabilă să-l înțeleagă. Marcat de temele sale existențiale, El Túnel a primit sprijin entuziast din partea Albert Camus și Graham Greene după publicarea sa în 1948. 

## Rezumat
Romanul este redat din perspectiva persoanei I, sub forma unor memorii scrise în închisoare de către Juan Pablo Castel. Acesta este un pictor și relatează în aceste pagini felul în care, la o expoziție a operelor sale, a observat o femeie care părea singura capabilă să înțeleagă,o fereastra, constituind un detaliu cheie în cel mai semnificativ tablou al acestuia. Castel dezvoltă o adevărată obsesie pentru aceasta, dorindu-și să o întâlnească din nou, făcând planuri în legătură cu ceea ce i-ar putea spune. 
Imensitatea orașului Buenos Aires părea să-i sortească planurile eșecului, însă norocul îi surâde, iar în cele din urmă reușește să intre în vorbă cu necunoscuta. Află că numele ei este María Iribarne Hunter, este măritată cu un orb pe nume Allende și află, de asemenea, unde locuiește. Pictorul insistă să o întâlnească cât mai des în următoarele luni, obsesia pentru ea amplificându-se, luând forme violente. Gelozia pune stăpânire pe el și realizează că, de fapt, "exista un singur tunel, întunecos și singuratic: al meu". Tunelul reprezintă metafora vieții pe care o trăiește fiecare om, cu toții rămânând, în cele din urmă, singuri, indiferent de iluziile societății. Pasiunea pentru Maria se transformă în ură, pe măsură ce bănuiește că aceasta nu îi este fidelă, Castel considerând-o o târfă care îl înșela nu doar pe soțul ei ci și pe el. Înnebunit de furie, distruge tabloul său favorit cu același cuțit cu care avea să o ucidă și pe ea. În cele din urmă, Castel intră în casa ei, se apropie de María în camera ei, unde o acuză că l-a lăsat singur pe lume și o înjunghie până la moarte.
În urma atacului, Castel apare în biroul lui Allende pentru a-i spune că a ucis-o pe María pentru că s-a culcat cu alții, doar pentru a descoperi că Allende este foarte conștient de statutul său de încornorat. Strigându-i din nou lui Castel că este un prost, Allende, cu tristețe și ineficient, încearcă să se lupte cu acesta, care pleacă și mai târziu se predă poliției.

## Importanță
În întreaga operă sabatiană acesta e singurul text care contează, fiind miniromanul din seria marilor romane absurde sabatiene. Acest fapt estetic e dovedit de creația ulterioară a lui Ernesto Sabato - creație gratuită (Înainte de tăcere, La resistencia) ori eseuri program (Unu și universul, Raport despre orbi, Dialoguri cu JLB, ori fără sens, Abbadon exterminatorul, Despre eroi și morminte).

## Adaptări cinematografice
- El túnel (1952), regizat de León Klimovsky, cu Laura Hildago și Carlos Thompson.[3]
- El túnel (1977, film TV), regizat de José Luis Cuerda[4]
- El túnel, cunoscut și sub numele de Tunelul (1988), regizat de Antonio Drove, cu Jane Seymour și Peter Weller.[5]
- The Passion of Martin (1990), regizat de Alexander Payne. O adaptare comică a lui El túnel pentru proiectul său de teză de la școala de film despre un fotograf care devine obsedat de o fată pe care o observă că îi studiază opera într-o galerie.[6]